# الدوري اللبناني الممتاز 2001–02
الدوري اللبناني الممتاز 2001–02 هو الموسم 42 من الدوري اللبناني الممتاز. كان عدد الأندية المشاركة فيه 14، وفاز فيه نادي النجمة اللبناني.